# Caselle (Sommacampagna)
Caselle (Casele in dialetto locale) è una frazione di 5.100 abitanti del comune di Sommacampagna nella Provincia di Verona nel Veneto.
Rispetto al resto del comune in cui si trova, Caselle è situata in una zona più pianeggiante (80 m s.l.m.) e prossima al comune di Verona, nella cosiddetta area del Quadrante Europa, da cui dista poco più di 6 chilometri. Il capoluogo comunale invece si trova a circa 5,5 km più a ovest.
Con una popolazione di 5.100 abitanti, Caselle, è la frazione più popolata del comune di Sommacampagna.